# Juan Manuel Cuesta
Juan Manuel Cuesta Baena (Medellín, Antioquia; 9 de febrero de 2002) es un futbolista colombiano. Juega como delantero  y su equipo actual es la Universidad Central de Venezuela Fútbol Club de la Primera División de Venezuela.

## Características de juego
Es un tradicional delantero extremo que se caracteriza por su velocidad, gambeta y capacidad de encarar, además de su buena pegada de media y larga distancia.

## Selección Colombia
Ha sido internacional con la Selección Colombia Sub-17 en el Campeonato Sudamericano de Fútbol Sub-17 de 2019 que se llevó a cabo en Perú. Disputó 3 partidos y anotó un gol.

### Participaciones internacionales
| Competición                    | Sede        | Resultado      | Partidos | Goles |
| ------------------------------ | ----------- | -------------- | -------- | ----- |
| Campeonato Sudamericano Sub-17 | Perú (2019) | Fase de grupos | 3        | 1     |

## Independiente Medellín
Para el primer semestre de 2019, gracias a sus destacadas actuaciones en las divisiones inferiores, fue ascendido al primer equipo del Independiente Medellín. Debutó profesionalmente con el primer equipo del Independiente Medellín el 10 de marzo de 2019 en el partido válido por la novena fecha de la Liga Águila - 1 ante Independiente Santa Fe bajo la dirección técnica de Octavio Zambrano en la victoria por 1-0 a favor de su equipo. En su debut tuvo una destacada actuación estrellando incluso un potente remate en el horizontal.

## Clubes
| Club                                         | País      | Año       | Partidos | Goles |
| -------------------------------------------- | --------- | --------- | -------- | ----- |
| Independiente Medellín                       | Colombia  | 2019-2021 | 45       | 4     |
| Internacional                                | Brasil    | 2021      | 4        | 0     |
| Independiente Medellín                       | Colombia  | 2022      | 10       | 1     |
| C. A. Aldosivi                               | Argentina | 2022      | 17       | 1     |
| Arsenal                                      | Argentina | 2023      | 8        | 0     |
| Independiente Medellín                       | Colombia  | 2023      | 6        | 0     |
| Envigado Fútbol Club                         | Colombia  | 2024      | 25       | 2     |
| Universidad Central de Venezuela Fútbol Club | Venezuela | 2025      | 0        | 0     |

## Palmarés

### Campeonatos nacionales
| Título          | Club                   | País      | Año  |
| --------------- | ---------------------- | --------- | ---- |
| Copa Colombia   | Independiente Medellín | Colombia  | 2019 |
| Copa Colombia   | Independiente Medellín | Colombia  | 2020 |
| Torneo Apertura | UCV F.C                | Venezuela | 2025 |